# Shirakaba
Shirakaba (白樺, « Bedoll blanc») és una revista literària japonesa que es va publicar a Tòquio des del mes d'abril de 1910 fins al 1923. Shirakaba és una dōjinshi (revista d'amateurs) coordinada per un grup d'escriptors i d'artistes que després es van constituir com a Shirakabaha (白樺派, «escola de Shirakaba»).
La majoria dels col·laboradors de la revista eren joves intel·lectuals pertanyents a l'alta burgesia, nascuts a la dècada dels anys 1880. Des del punt de vista literari i ideològic pertanyien corrents com l'individualisme i l'humanitarisme a l'estil de Lev Tolstoi. Pel que fa a la seva orientació política, es poden emmarcar dins la tendència democràtica de l'època. El grup Shirakabaha va exercir una gran influència sobre el clima cultural del període Taishō, contribuint al desenvolupament del corrent naturalista en la literatura i donant pas al naixement del gènere Watakushi shōsetsu («novel·la del "jo"»), molt de moda després de la guerra.
Entre els membres del grup i els col·laboradors de la revista hi destaquen Saneatsu Mushanokōji, que n'és el conductor i l'organitzador, Shiga Naoya, Arishima Takeo, Ton Satomi, Ikuma Arishima o també Kinoshita Rigen.
Al primer número de la revista hi apareixen, entre altres escrits, una crítica de Mushanokōji sobre la novel·la Sore kara de Natsume Sōseki i un conte de Shiga Naoya. A la coberta hi havia representat un bedoll blanc.